# Луи Мажорел
Луи Мажорел (на френски: Louis Majorelle, 26 септември 1859 г. – 15 януари 1926 г.) е френски декоратор и дизайнер на мебели.
Той е сред най-изтъкнатите мебелни дизайнери в стил ар нуво и представители на Школата в Нанси (École de Nancy).

## Ранни години
Роден е в Тул, Франция на 26 септември 1859 г. През 1861 г. баща му Огюст Мажорел (1825 —1879), който също се занимава с дизайн и производство на мебели, се мести със семейството си от Тул в Нанси. През 1877 г. Луи отива в Париж и 2 години учи в Училището по изящни изкуства (École des Beaux-Arts). След смъртта на баща му Луи прекъсва обучението си и се завръща в Нанси, за да поеме контрола върху семейните фабрики за фаянс и мебели. Той се занимава с това до края на живота си.
На 7 април 1885 г. Мажорел се жени за Мари Леони Крец (Marie Léonie Jane Kretz), дъщеря на директора на общинските театри в Нанси. Единственото им дете, Жак Мажорел, се ражда на 7 март 1886 г. и впоследствие става художник.

## Семейна фабрика
Фабриката на фирма Мажорел е разположена в западната част на Нанси. През 80-те години на XIX в. Мажорел произвежда мебели, имитиращи стила на мебелите Луи XV. През 1894 г. Мажорел представя тези мебели в „Изложението на декоративното и индустриалното изкуство“ (Exposition d'Art Décoratif et Industriel) в Нанси. Под влияние на дизайнера на стъкло и мебели Емил Гале (1846 – 1904) Мажорел поема нови насоки в производството на мебели. От началото на 90-те години на XIX в. мебелите на Мажорел, украсени с инкрустации, демонстрират вдъхновение, почерпено от природата: стебла на растения, листа на водни лилии, ластари, водни кончета.
Преди 1900 той добавя към работилниците и ателие за изделия от метал. Дело на това ателие са железните части на балконите, перилата на стълбищата и различни екстериорни детайли в много сгради в Нанси в началото на XX в.
Мажорел често работи върху дизайни за лампи съвместно с фабриката за стъклени изделия Daum Frères („Дом Фрер“) в Нанси и допринася за утвърждаването на града като един от европейските центрове на ар нуво. В апогея на Бел епок (Belle époque), по време на Световното изложение в Париж (1900 г.) дизайните на Мажорел се радват на голям интерес и привличат международна клиентела. До 1910 г. Мажорел отваря магазини за своите мебели в Нанси, Париж, Лион и Лил.

## Школа в Нанси
През 1901 г. Мажорел става един от съоснователите на Школата в Нанси (École de Nancy). Това е група художници, архитекти, критици и индустриалисти в Лотарингия, които решават да работят съвместно и предимно в стил ар нуво. Групата е оглавявана от Емил Гале до смъртта му през 1904, когато ролята му е поета от Виктор Пруве. Целта на членовете на Школата в Нанси е да наложат висок стандарт за качество в областта на френските декоративни изкуства.
Мажорел е сред вицепрезидентите на групата от самото начало. Остава такъв до края на съществуването на Школата в Нанси, като е считан за един от изявените лидери на групата. Той и останалите членове работят за утвърждаване работата на декоративните художници от Лотарингия като подкрепят идеята за основаване на училище по индустриални изкуства, участват в големи изложби (както и в такива, организирани от тях самите) и работят съвместно върху отделни произведения и сгради – почти изцяло в стил ар нуво. Мажорел е международно призната фигура и участва редовно в изложбите, организирани от групата. Връзките му с парижките артистични кръгове допринасят за утвърждаването на художниците от Лотарингия във френската столица. Школата в Нанси, обаче често страда от недостиг на средства и сътрудничеството между членовете постепенно се разпада по време на Първата световна война.

## През войната и след нея
След избухването на войната през 1914 г. Мажорел се надява да продължи производството в Нанси. На 20 ноември 1916 г. фабриките на Мажорел са обхванати от пожар, избухнал по причини, които не са свързани с войната. Пожарът унищожава проектите, макетите, оборудването, наградите и архивите, документиращи 50-годишната история на предприятието. Година по-късно, през 1917 г. по време на германска бомбардировка над Нанси е разрушен магазинът на Мажорел на улица „Сен Жорж“ (Saint-Georges). Семейството на Мажорел докладва, че магазинът им в Лил е бил плячкосан от настъпващите германски войници.
Мажорел се мести в Париж до края на войната и там работи в ателиетата на свои познати мебелисти. След войната той отваря отново фабриката и магазина си, като продължава сътрудничеството си с фабриката за стъкло Daum при производството на мебели. В тези по-късни дизайни се откриват черти от стила ар деко.
Мажорел умира в Нанси през 1926 г.